# Justin Marie Jolly

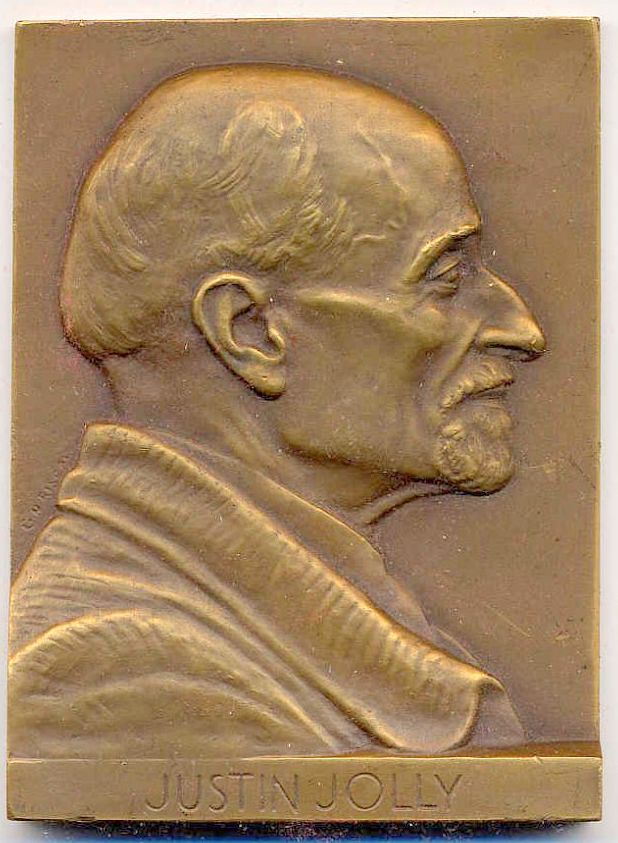
Relevo de Jolly. Coleção de Medalhas do Século XX, 1941, Gravador: Rispal, G. N.

Justin Marie Jules Jolly (1870 — 1953) foi um hematologista e histologista francês. Foi professor de histofisiologia no Colégio de França e membro da Academia de Medicina e Academia de Ciências.